# Ilan Ramon
Ilan Ramon (født 20. juni 1954, død 1. februar 2003) var en israelsk jagerpilot og den første israelske astronaut. Hans første og sidste rumfærd var den tragiske mission STS-107 (også kaldet Columbia-ulykken), som endte med at rumfærgen Columbia desintegrerede ved genindtrædelsen i Jordens atmosfære, hvorved hele besætningen om bord omkom. Ilan Ramons primære opgave var at betjene et multispektroskopisk kamera til at registrere ørkenstøv.
Ramons dagbog blev fundet mellem vragresterne. Af dagbogen er der lavet en israelsk dokumentarfilm. Adskillige gader, institutter og lignende i Israel er opkaldt efter ham.
Ilan Ramon blev uddannet jagerpilot i det israelske luftvåben Heyl Ha'Avir i 1974 og har fløjet over 4.000 timer med Skyhawk, Phantom II, Mirage III og F-16 kampfly. I 1981 deltog han i Operation Opera hvor et irakisk atomreaktorbyggeri blev ødelagt af otte israelske F-16. I 1982 deltog han i Israels anden invasion af Libanon.